# Барон Ештаун

Герб баронів Ештаун.

Барон Ештаун (англ. - Baron Ashtown) – аристократичний титул в перстві Ірландії. 

## Гасло баронів Ештаун
Virtutis fortuna come - «Фортуна — супутник чеснот» (лат.)

## Історія баронів Ештаун
Титул барон Ештаун, що в графстві Голвей був створений в 1800 році для Фредеріка Тренча і для нащадків його батька по чоловій лінії. Фредерік Тренч був депутатом Палати громад парламенту Ірландії і представляв округи Портарлінгтон в 1798 році. Титул успадкував його племінник – син Френсіса Тренча, що став ІІ бароном Ештаун. Потім титул успадкував син Фредеріка Сіднея Чарльза Тренча – старшого сина ІІ барона Ештаун, що став ІІІ бароном Ештаун. Він був депутатом Палати лордів парламенту Об’днаного Королівства Великої Британії та Ірландії як представник Ірландії в 1908 – 1915 роках. Після смерті його молодшого сина – V барона Ештаун лінія перервалась. Титул успадкував його кузен, що став VI бароном Ештаун. Він був онуком Вільяма Косбі Тренча – молодшого брата ІІІ барона Ештаун. Але він не одружився і після його смерті в 1990 році ця лінія теж перервалася. Титул успадкував його двоюрідний брат (кузен), що став VII бароном Ештаун. Він був онуком Косбі Годольфіна Тренча – другого сина ІІ барона Ештаун, що служив послом в Південній Кореї та Португалії. На сьогодні титулом володіє син VII барона, що став VIII бароном Ештаун.
До родини Тренч належав сер Девід Клайв Кросбі Тренч, що був губернатором Гонконгу в 1964 – 1971 роках. Він був нащадком Джона Тренча – молодшого брата І барона Ештаун. 
Родинним гніздом баронів Ештаун є Вудлаун-Хаус, що біля Баллінаслоу, графство Голвей. Вудлаун-Хаус був проданий IV бароном Ештаун в 1947 році. Будинок зберігся, хоча і в руїнах. Наразі є плани по його реставрації.  

## Барони Ештаун (1800)
- Фредерік Тренч (1755 – 1840) – І барон Ештаун
- Фредерік Мейсон Тренч (1804 – 1880) – ІІ барон Ештаун
- Фредерік Олівер Тренч (1868 – 1946) – ІІІ барон Ештаун
- Роберт Пауер Транч (1897 – 1966) – IV барон Ештаун
- Дадлі Олівер Тренч (1901 – 1979) – V барон Ештаун
- Крістофер Олівер Тренч (1931 – 1990) – VI барон Ештаун
- Найджел Клайв Косбі Тренч (1916 – 2010) – VII барон Ештаун
- Родерік Найджел Годольфін Тренч (1944 р. н.) – VIII барон Ештаун

Спадкоємцем титулу є єдиний син теперішнього власника титулу його ясновельможність Тімоті Родерік Гамільтон Тренч (1968 р. н.).